# Equipe estadunidense na Copa Davis
A equipe estadunidense na Copa Davis representa os Estados Unidos na Copa Davis, principal competição de tênis masculina por equipes do mundo. É administrada pela United States Tennis Association.
Os Estados Unidos competiram na primeira Copa Davis (então International Lawn Tennis Challenge), em 1900, quando os estudantes da Universidade de Harvard desafiaram os britânicos. É a equipe mais bem sucedida da Davis, com 32 títulos, seguida de perto pela Austrália, com 28.

## Última escalação
Pela fase de grupos do Finals, em setembro de 2023.
- Frances Tiafoe
- Tommy Paul
- Mackenzie McDonald
- Austin Krajicek
- Rajeev Ram